# زنان در جنگ ویتنام

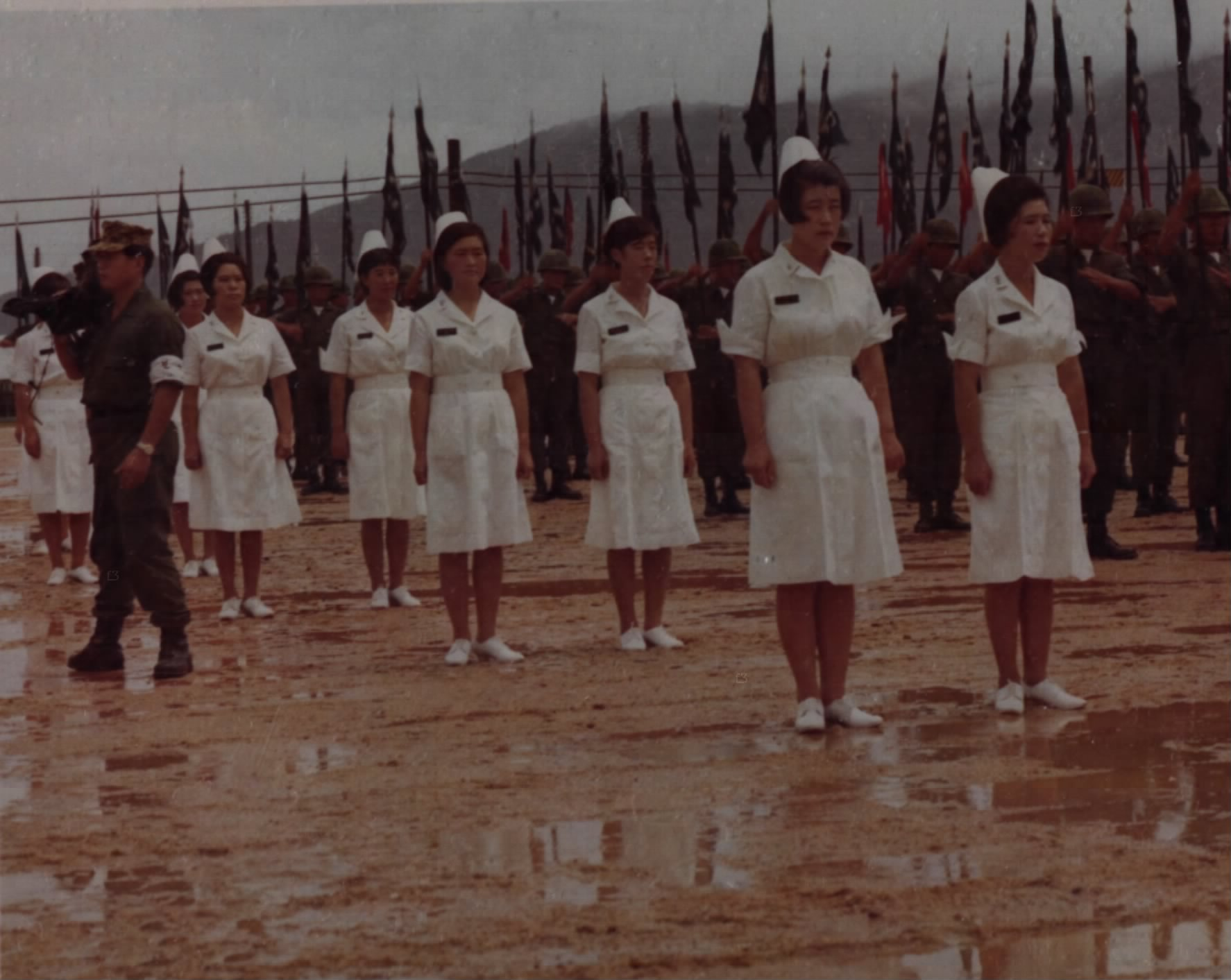
پرستاران کره جنوبی سپتامبر ۱۹۶۸

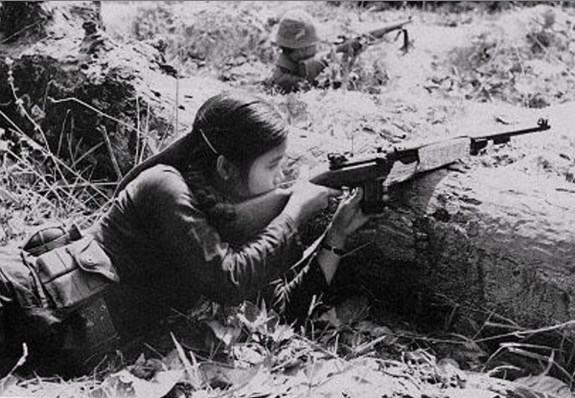
یک چریک ویت کنگ

زنان در جنگ ویتنام در نقش‌های بسیار متنوعی فعال بودند و تأثیرات مهمی بر جنگ و جنگ تأثیرات مهمی بر آنها گذاشتند.

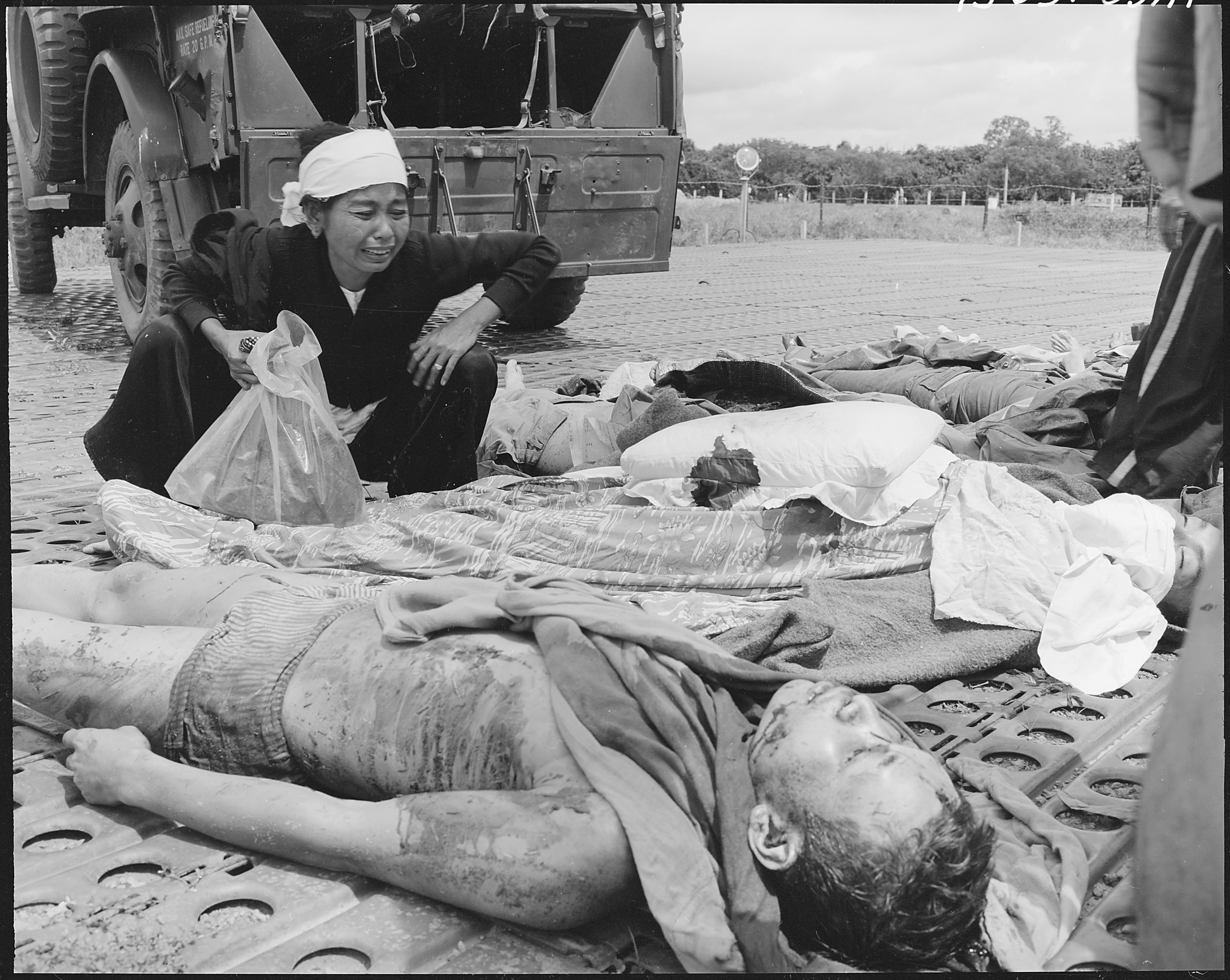
یک زن ویتنامی بر جنازه شوهرش یکی از قربانیان ارتش ویتنام گریه می‌کند

## شرکت زنان در جنگ
چندین میلیون زن ویتنامی در طول جنگ در ارتش و بعضی در قالب شبه نظامیان خدمت کردند. این زنان در اموری چون جاسوسی، مراقبت‌های پزشکی، کارهای لجستیکی و اداری، و در برخی موارد در نبرد مستقیم با نیروهای مخالف مشارکت‌های حیاتی داشتند. زنان غیرنظامی نیز در طول جنگ تأثیرات قابل توجهی داشتند، به طوری که زنان کارگر نقش‌های بیشتری در اقتصاد ایفا کردند و ویتنام شاهد افزایش حقوق قانونی زنان بود. در ویتنام و در سراسر جهان، زنان به عنوان رهبران کمپین‌های صلح و ضد جنگ ظاهر شدند و سهم قابل توجهی در خبرنگاری جنگ داشتند. با این حال، زنان همچنان در طول جنگ و پس از آن با سطوح قابل توجهی از تبعیض مواجه بودند و اغلب آماج خشونت جنسی و جنایات جنگی بودند. پس از جنگ، برخی از زنان کهنه سرباز ویتنامی برای ادغام مجدد در جامعه غیرنظامی و به رسمیت شناختن مشارکت‌هایشان با مشکل مواجه شدند، همچنین برخی از پیشرفت‌هایی که در حقوق زنان در طول جنگ انجام شد، ادامه یافت. نمایش‌های جنگ در داستان‌ها نیز به دلیل نادیده گرفتن نقش زنان در جنگ و تقلیل زنان ویتنامی به کلیشه‌های نژادپرستانه مورد انتقاد قرار گرفته‌اند.

## زنان ویتنامی در ارتش

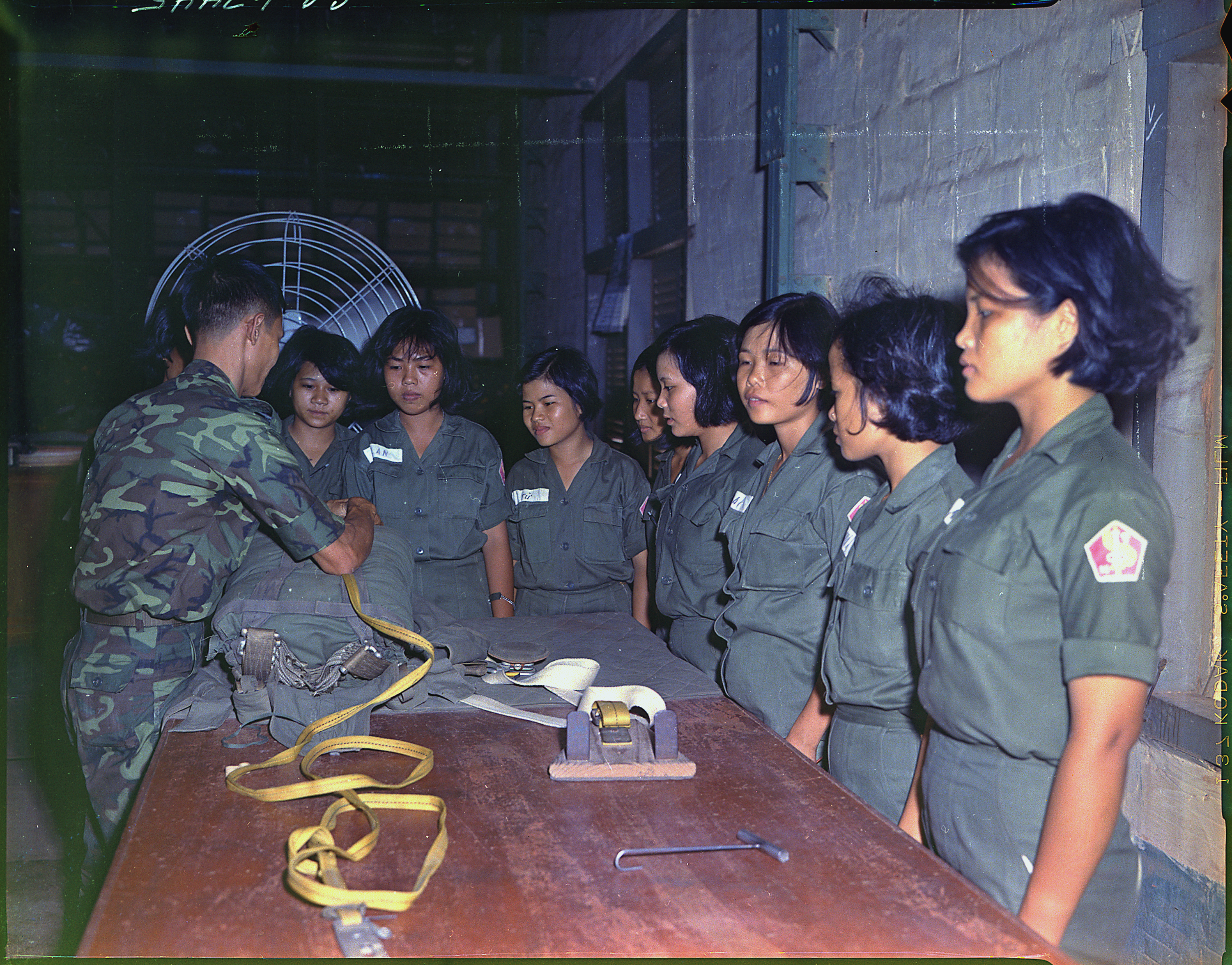
آموزش چتر نجات سپاه زنان، ژوئیه ۱۹۷۰

اطلاعات نسبتاً کمی در مورد کهنه سربازان زن جنگ ویتنام وجود دارد. دولت ویتنام شمالی، به رهبری هوشی مین، تعدادی اصلاحات قانونی را برای به دست آوردن محبوبیت و افزایش برابری اجتماعی انجام داد، از این دست قوانین می‌توان به قوانین جدید ممنوعیت کتک زدن همسر، ازدواج‌های اجباری و ازدواج کودکان اشاره کرد. حداقل ۱٫۵ میلیون زن در طول جنگ در ارتش ویتنام شمالی خدمت کردند و ۷۰ درصد از جوانان داوطلب را تشکیل می‌دادند. اغلب در میان زنان جوان شور و شوق زیادی برای پیوستن به ویت کنگ‌ها و ارتش ویتنام شمالی وجود داشت که توسط عواملی مانند آرمان‌های کمونیستی برابری، نفوذ زنان جنگجو در ویت مین و در تاریخ ویتنام جذب می‌شد. میل به شرکت در چیزی که به عنوان یک مبارزه انقلابی برای استقلال تلقی می‌شد و میل به انتقام از حملات وحشیانه سربازان ویتنام جنوبی و آمریکا علیه روستاهایشان در علاقه زنان به حضور در جبهه‌های نبرد بی تأثیر نبود. با این حال، علی‌رغم آن آرمان‌های برابری و آن شور و شوق، تبعیض علیه زنان همچنان در طول جنگ رایج بود. زنان در ارتش اغلب تنها قادر به انجام وظایف پشتیبانی بودند. همچنین تقسیم کار جنسیتی در بیشتر اردوگاه‌ها برجسته بود. بیشتر زنانی که در ویتنام جنوبی خدمت می‌کردند به عنوان پرستار و کارمند ادارات دولتی آموزش دیده بودند. سپاه نیروهای مسلح زنان به عنوان بخشی از ارتش جمهوری ویتنام ایجاد شد و تا سال ۱۹۶۷ بیش از ۲۷۰۰ عضو داشت، اما سپاه زنان فقط با وظایف اداری سروکار داشت.

## زنان غیرنظامی ویتنامی
تعدادی از زنان غیرنظامی ویتنامی به عنوان داوطلب برای صلیب سرخ، خدمات امداد کاتولیک یا سایر سازمان‌های بشردوستانه خدمت می‌کردند در طول جنگ، جنبشی به راه افتاد و به سه مسئولیت تأکید داشت و زنان ویتنامی را به آن وظایف سوق می‌داد. این جنبش از زنان خواست تا در تولیدات کشاورزی کوشا باشند، زمانی که شوهران برای جنگ می‌رفتند اداره خانه‌هایشان را به دست بگیرند و به شبه‌نظامیان محلی برای کمک به دفاع از روستاهایشان بپیوندند. جنگ همچنین شاهد تعدادی تغییر در قوانین حقوق زنان بود. در سال ۱۹۶۷، کمیته مرکزی حزب کمونیست در ویتنام شمالی قطعنامه ۱۵۳ را تصویب کرد. این قطعنامه سهمیه‌های شغلی رسمی را وضع کرد و زنان را ملزم می‌کرد که حداقل ۳۵ درصد از مشاغل و ۵۰ تا ۷۰ درصد مشاغل در بخش آموزشی را داشته باشند. بیشتر این سهمیه‌ها تا دهه ۱۹۷۰ تکمیل شد.
در طول جنگ بیش از یک میلیون نفر از مردم روستایی مهاجرت کردند یا از جنگ در حومه ویتنام جنوبی به شهرها، به ویژه سایگون گریختند. در میان پناهندگان داخلی، بسیاری از زنان جوان بودند که با فروش کاهایی مثل سیگار یا مشروب یا تن‌فروشی به سربازن آمریکایی و متحدانشان، امرار معاش می‌کردند.

## در فرهنگ عامه
تعداد قابل توجه‌ای از فیلم‌های مربوط به جنگ، زنان را به عنوان شخصیت‌های اصلی نمایش می‌دهند هرچند در آنها اهمیت مردان بیش از زنان عنوان می‌شود. فیلم ویتنامی «وقتی ماه دهم می‌رسد» محصول ۱۹۸۴، که توسط CNN به عنوان «یکی از بهترین فیلم‌های آسیایی تاریخ» نام‌گذاری شده‌است، حول فلاکت زن جوانی است که شوهرش در جنگ جان باخته‌است.